# Hana Navarová
Hana Navarová (* 8. dubna 1962 Praha) je česká hudební skladatelka, zpěvačka a herečka. Je autorkou písniček pro děti.

## Dílo

### Společné projekty
- Dejte mi pastelku, nakreslím pejska, zpěvník písniček pro děti na texty Jana Vodňanského, hudbu složili Petr Skoumal, Daniel Dobiáš a Hana Navarová, ilustroval a graficky upravil Jindřich Kovařík, Praha: Albatros, 1998

## Diskografie
- 1995 Splašil se kůň našíř, autorka hudby, interpretka
- 1999 Popletený svět, Praha: Popron, autorka hudby
- 2001 Tělo na leasing, písničky na texty Jana Vodňanského, Praha: Radioservis,
- 2002 Písničky z Kouzelné školky, Praha: Noll

### Kompilace
- 2008 Majda a kamarádi nejen ze školky, Praha: Pragokoncert Bohemia
- 2006 Vykopávky, písničky z představení divadla Sklep (Besídka (premiéra 1979), Šediváci (1982), Carmen (1984), Jedlovým písmem (1988), Muzikál (1980)), jedna z autorů hudby (Jaroslav Vaculík, David Noll, Hana Navarová, Jiří Podzimek), Praha: Noll Records